# Licaria nitida
Licaria nitida är en lagerväxtart som beskrevs av Van der Werff. Licaria nitida ingår i släktet Licaria och familjen lagerväxter. Inga underarter finns listade i Catalogue of Life.